# Lilija Efremova
Lilija Nikolaevna Efremova, coniugata Vajgina (in russo Лилия Николаевна Ефремова-Вайгина?, in ucraino Лілія Миколаївна Єфремова-Вайгіна?, Lilija Mykolaivna Jefremova-Vajhina; Čeboksary, 15 aprile 1977), è un'ex biatleta russa naturalizzata ucraina, che gareggiò anche per la Bielorussia . In seguito al matrimonio con il proprio allenatore aggiunse al proprio il cognome del coniuge e gareggiò come Lilija Vajgina-Efremova.

## Biografia
Membro della nazionale russa dal 1999, nonostante i buoni risultati ottenuti ai Campionati europei solo raramente veniva convocata per le competizioni maggiori; dopo essere stata esclusa dai XIX Giochi olimpici invernali di Salt Lake City 2002 passò alla nazionale bielorussa, ottenendo i primi podi in Coppa del Mondo. Dissidi con gli allenatori la portarono però a cambiare nuovamente nazionalità e dal 2004 fino a fine carriera vestì i colori della nazionale ucraina.
In Coppa del Mondo esordì il 9 dicembre 1999 a Pokljuka (77ª) e ottenne l'unica vittoria, nonché primo podio, il 21 dicembre 2002 a Osrblie.
In carriera prese parte a un'edizione dei Giochi olimpici invernali, Torino 2006 (3ª nella sprint, 8ª nell'inseguimento, 17ª nella partenza in linea, 36ª nell'individuale, 11ª nella staffetta), e a cinque dei Campionati mondiali (6ª nella staffetta mista a Pokljuka 2006 il miglior piazzamento).

## Palmarès

### Olimpiadi
- 1 medaglia:
  - 1 bronzo (sprint[2] a Torino 2006)

### Coppa del Mondo
- Miglior piazzamento in classifica generale: 26ª nel 2006
- 4 podi (1 individuale, 3 a squadre), oltre a quello ottenuto in sede olimpica e valido anche ai fini della Coppa del Mondo:
  - 1 vittoria (a squadre)
  - 1 secondo posto (a squadre)
  - 2 terzi posti (1 individuale, 1 a squadre)

#### Coppa del Mondo - vittorie
| Data             | Località | Nazione    | Spec.                                                           |
| ---------------- | -------- | ---------- | --------------------------------------------------------------- |
| 21 dicembre 2002 | Osrblie  | Slovacchia | RL (con Vol'ha Nazarava, Ljudmila Arloŭskaja e Alena Zubrylava) |

Legenda:

RL = staffetta